# Antoni Popiel
Antoni Popiel herbu Sulima (ur. 13 czerwca 1865 w Szczakowej, zm. 7 lipca 1910 w Lubieniu) – polski rzeźbiarz, profesor Szkoły Politechnicznej we Lwowie; brat Tadeusza.

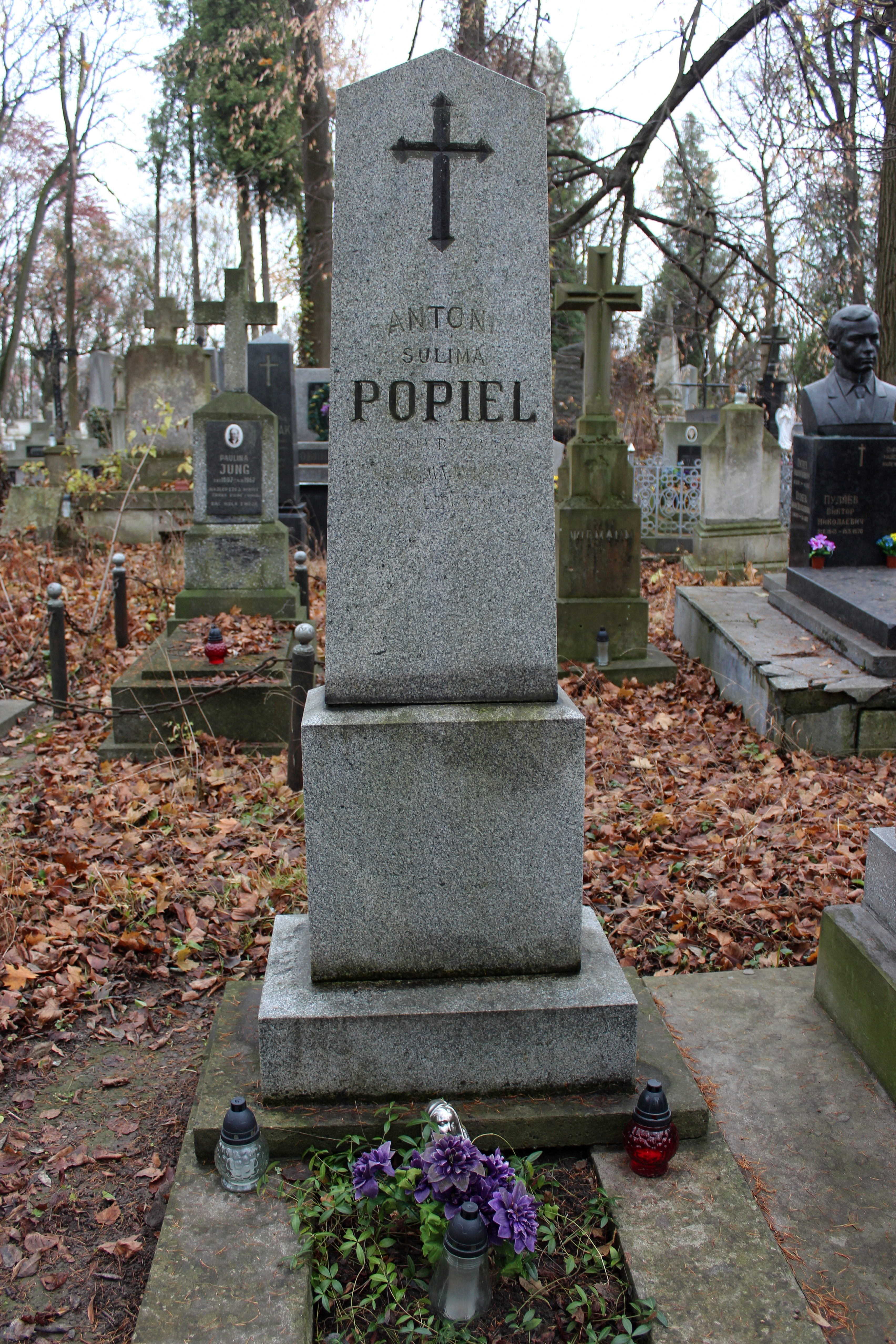
Nagrobek Antoniego Popiela na Cmentarzu Łyczakowskim

## Życiorys
- 1882–1884 – studia w Szkole Sztuk Pięknych w Krakowie pod kierunkiem Izydora Jabłońskiego, Władysława Łuszczkiewicza i Walerego Gadomskiego.
- 1885–1888 – studia w Akademii Sztuk Pięknych w Wiedniu.
- 1888 – po podróży do Berlina i Florencji wrócił do kraju. Zamieszkał najpierw w Krakowie, następnie we Lwowie, obejmując posadę asystenta Leonarda Marconiego w katedrze rysunku i modelowania Politechniki Lwowskiej. Pozostał z nią związany do końca życia.
- 1895–1897 – pobyt we Florencji, gdzie wykonał m.in. posąg Justitia przeznaczony do westybulu Pałacu Sprawiedliwości we Lwowie (1896) oraz projekt pomnika Józefa Korzeniowskiego, który został następnie wzniesiony w Brodach na koszt artysty (1897–1898).
- 1898 – zwycięstwo w konkursie na pomnik Adama Mickiewicza we Lwowie. Pomnik, w formie wysokiej kolumny zwieńczonej zniczem Poezji, z figurami poety i unoszącego się nad nim Geniusza, uroczyście odsłonięto 30 października 1904[1].
- po śmierci Leonarda Marconiego Antoni Popiel kontynuował prace nad pomnikiem Tadeusza Kościuszki dla Krakowa. Pomnik stanął na wzgórzu wawelskim w 1921[potrzebny przypis]. W czasie II wojny światowej, w 1940, został zniszczony przez Niemców, zrekonstruowany zaś w 1960.
- 1900 – rzeźby dla budowanego Teatru Wielkiego we Lwowie – tympanon, kamienne kariatydy i posągi Muz na attyce gmachu.
- 1901–1904 – figury alegoryczne umieszczone po obu stronach wejścia głównego do lwowskiego Dworca Głównego.
- popiersie Kornela Ujejskiego, odsłonięty 8 grudnia 1901; po II wojnie światowej pomnik przeniesiony do Szczecina[2].
- 1907 – udział w konkursie na pomnik Tadeusza Kościuszki w Waszyngtonie. Pomimo że projekt artysty odznaczono drugą nagrodą, na mocy decyzji prezydenta Theodore Roosevelta został zatwierdzony do realizacji. W związku z wyjazdem w październiku 1907 ustąpił ze stanowiska kierownika katedry rzeźby i ornamentyki na Politechnice Lwowskiej (zastąpiony przez Tadeusza Błotnickiego)[3].

W listopadzie 2010 kopia pomnika Kościuszki została ustawiona na miejscu rozebranego w roku 1991 pomnika „Poległym w Służbie i Obronie Polski Ludowej” przed pałacem Lubomirskich na Osi Saskiej w Warszawie. Fundatorem była amerykańska grupa CitiGroup wspólnie z Urzędem M. St. Warszawy. Odlew pomnika został wykonany w Gliwickich Zakładach Urządzeń Technicznych. Pomnik odsłonięto 16 listopada 2010.
Antoni Popiel został pochowany na cmentarzu Łyczakowskim we Lwowie.

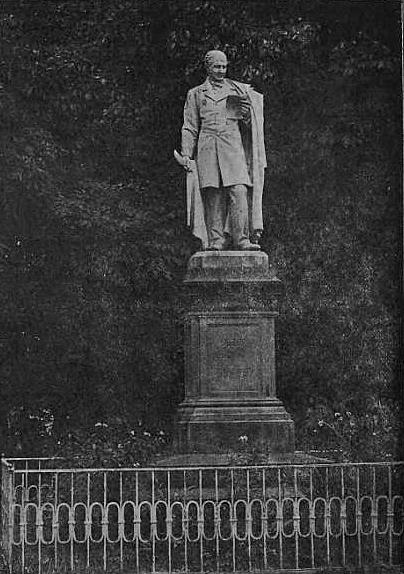
Pomnik Korzeniowskiego
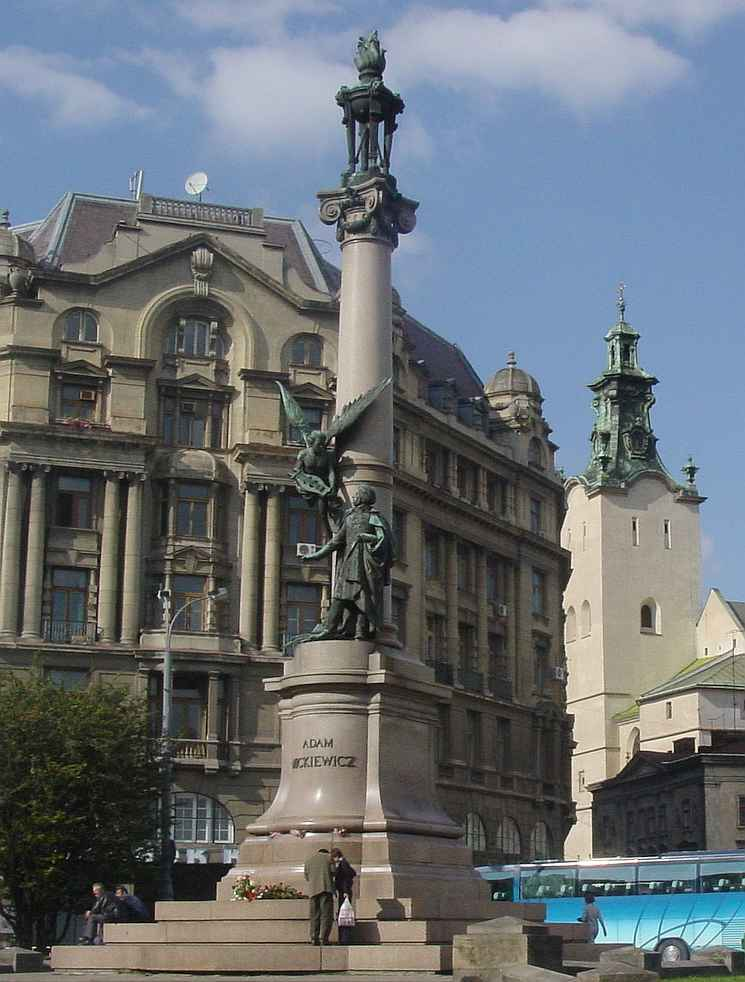
Kolumna Adama Mickiewicza we Lwowie, 1904
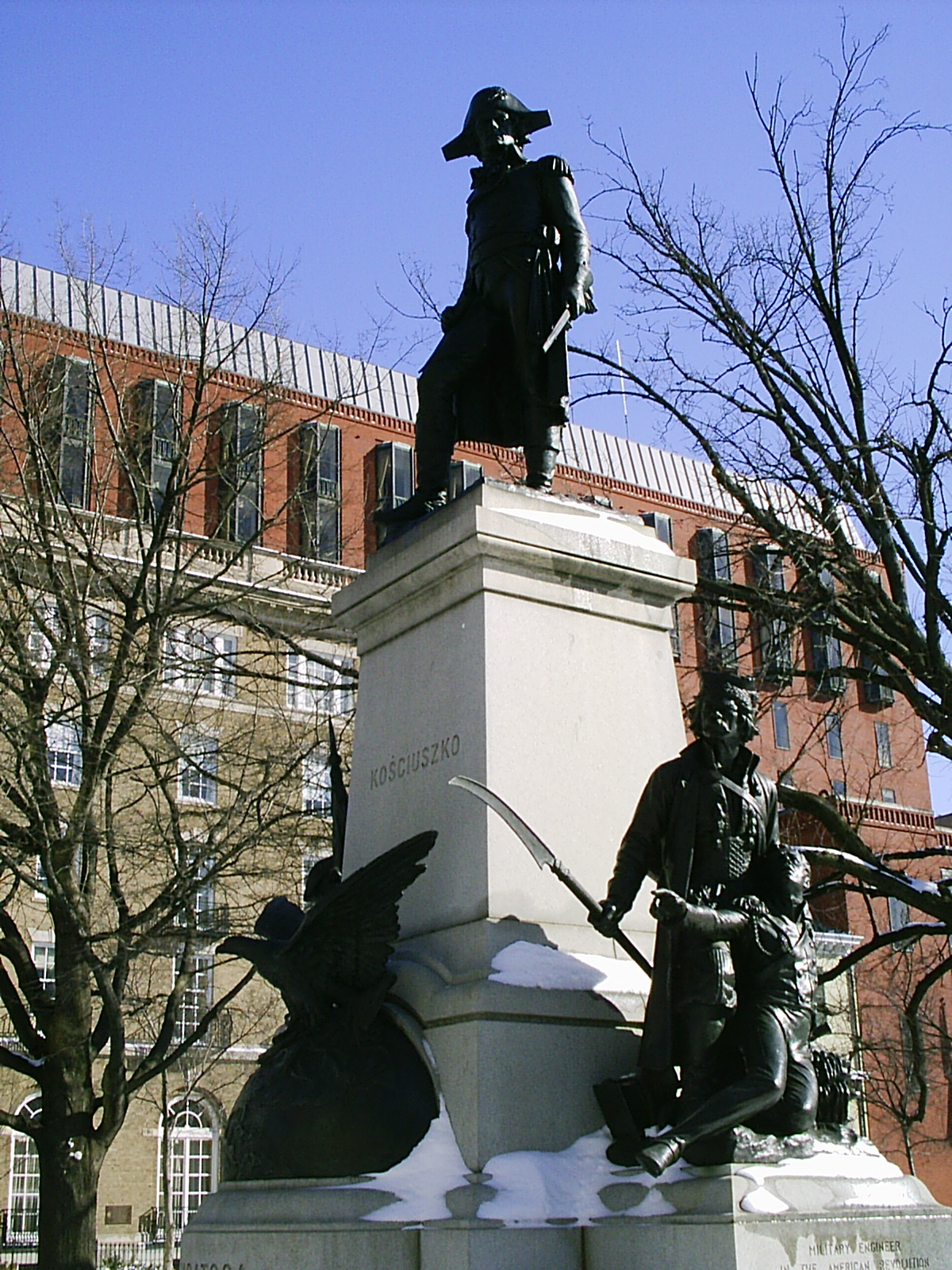
Pomnik Tadeusza Kościuszki w Waszyngtonie, 1907
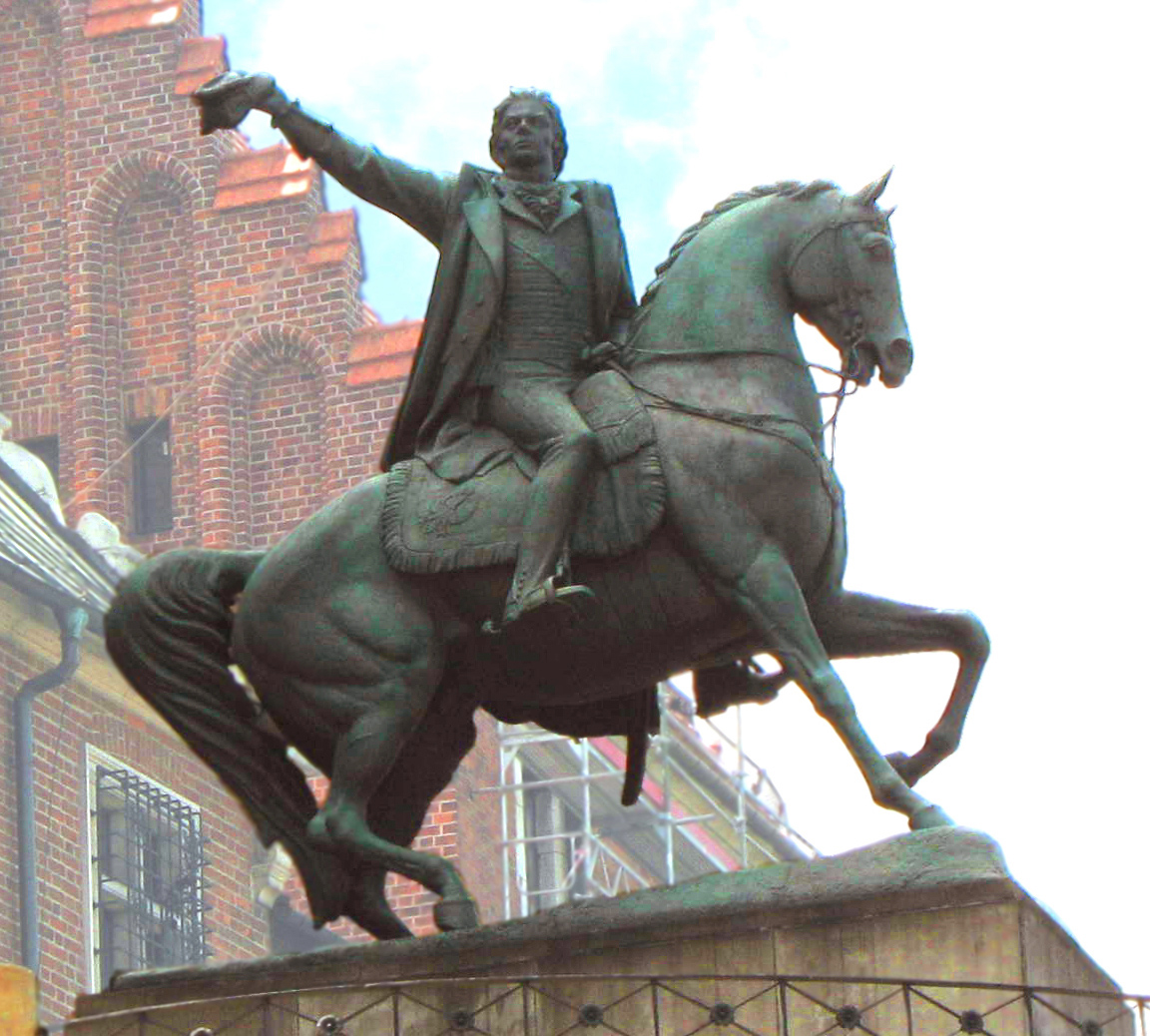
Pomnik Kościuszki na Wawelu, 1921
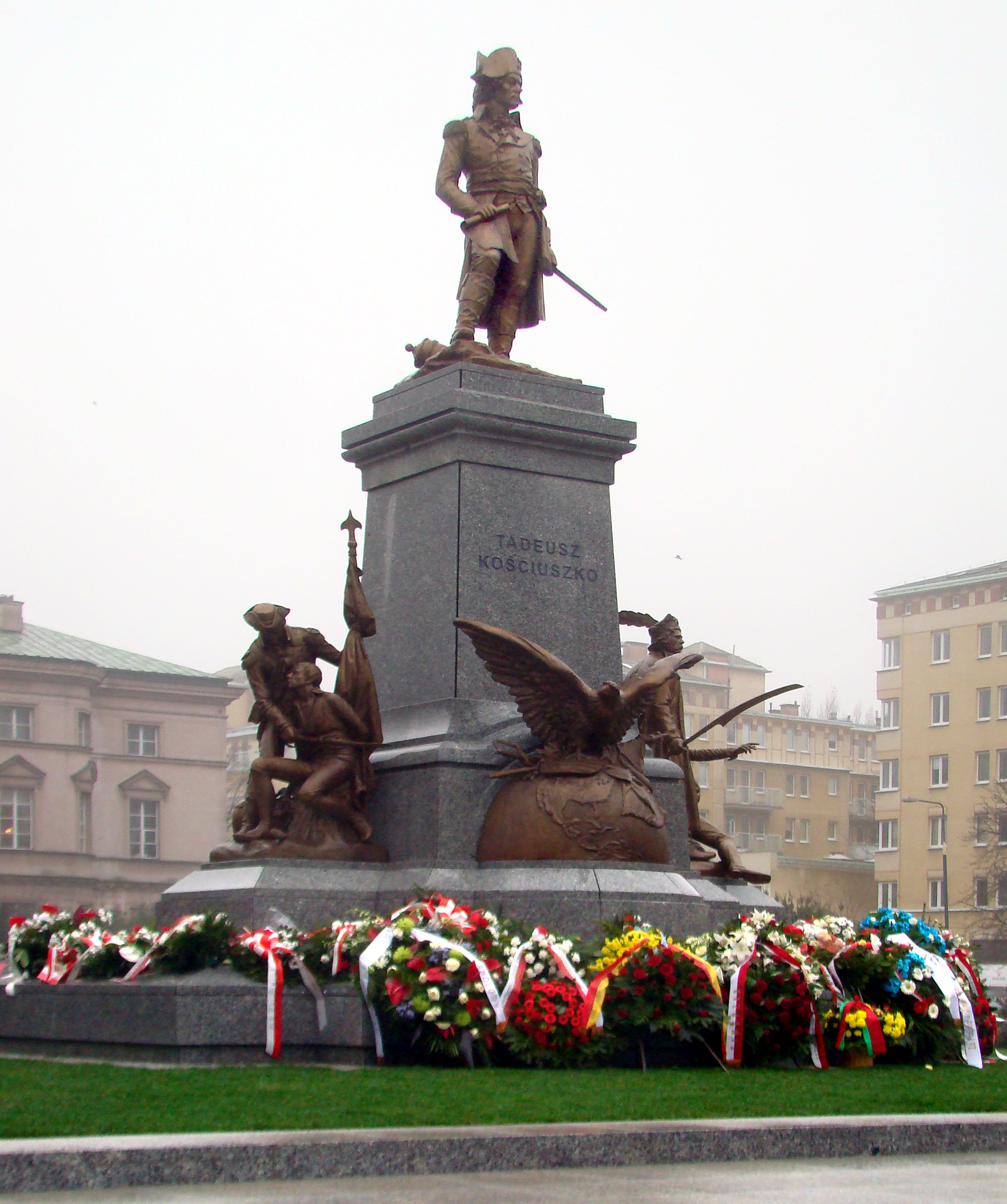
Pomnik w Warszawie, 2010